# 皮克敏 (游戏)
《皮克敏》是任天堂为电子游戏机GameCube开发，并于2001年发行的即时战略游戏。《皮克敏》是皮克敏系列的首作，也是GameCube平台上的第3部游戏。游戏由宫本茂设计。《皮克敏》2001年10月在日本发行，2001年12月在北美发行，2002年6月在欧洲发行。其续作《皮克敏2》于2004年发行。角色歌曲《爱之歌》由Strawberry Flower演唱，在日本游戏广告中出现，但之后意外流行，最终超越了《皮克敏》的销售。到2002年3月31日，《皮克敏》售出100万份。
《皮克敏》是一款3D俯视战略游戏，玩家以第三人称视角控制船长欧力马。欧力马跟随并指挥皮克敏。欧力马和皮克敏都约一英尺高。
2009年，初代《皮克敏》作为用Wii玩作品在Wii上再版。2023年6月22日，高清复刻版《皮克敏1》在任天堂Switch上推出，并于2023年9月22日添加中文支持。